# Lansquenete
Lansquenete (en alemán: Landsknecht, "servidor del país"; de «Land», tierra o país, circunscripción administrativa, y «Knecht», servidor, empleado público) es el nombre con que se designó a algunos mercenarios alemanes que operaron entre el siglo XV y el XVII. La palabra original en nuevo alto alemán temprano es Lanzknecht, de pronunciación más cercana a la palabra empleada en español.

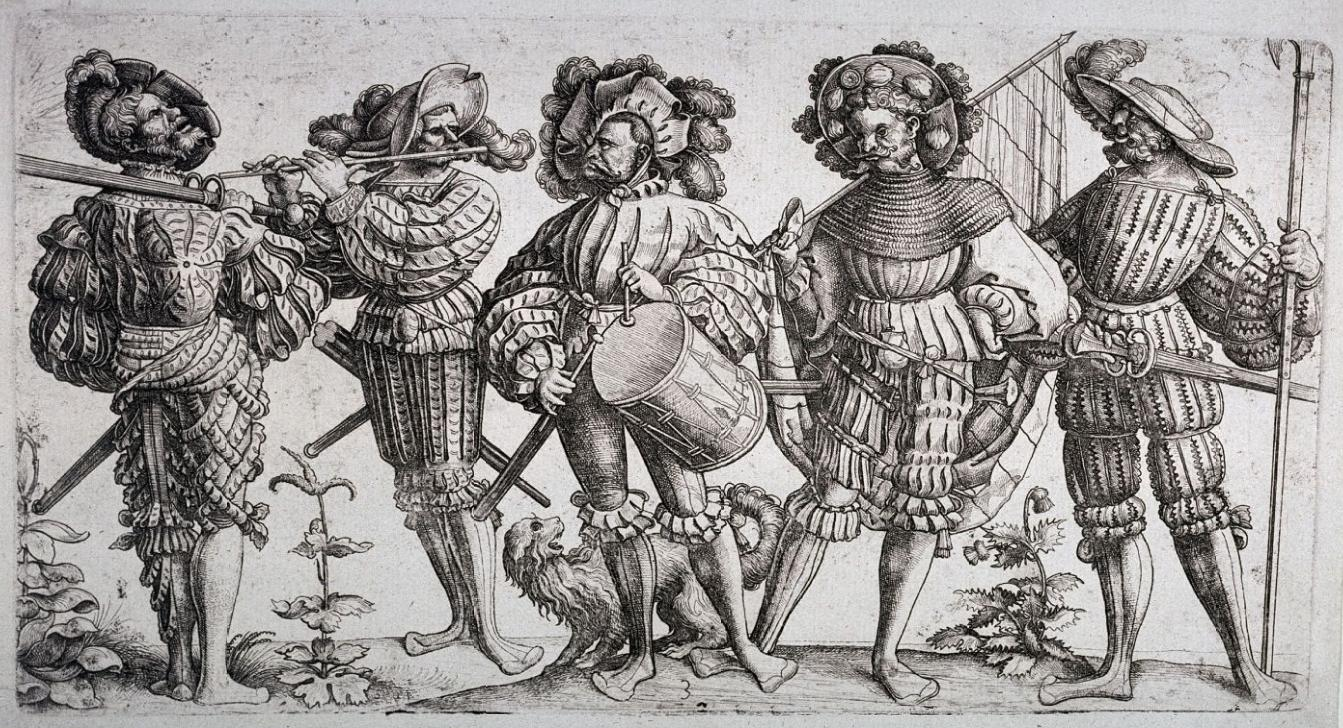
Lansquenetes. Grabado de Daniel Hopfer, sobre 1530.

Los lansquenetes pertenecían a una clase de soldados de infantería que al principio no eran más que unos siervos que hacían la guerra en calidad de peones, y servían a los caballeros de palafreneros, sin llevar más armas que una pica. Más tarde formaron cuerpos independientes de piqueros, que se distinguían por llevar vistosos uniformes y llegaron a constituir la base de la infantería alemana en la época del Renacimiento. La infantería de lansquenetes también luchó junto a la Monarquía al lado de los tercios españoles mientras reinaba la casa de Austria.

## Etimología
El origen del término data de alrededor de 1470 y se encuentra en las palabras de origen alemán Land (tierra, país) y Knecht (siervo), originariamente acuñado por Pedro de Hagenbach[cita requerida] para designar a los soldados de infantería mercenarios suavos del Sacro Imperio Romano Germánico. Vendrían a ser como siervo del campo en contraposición a los siervos de la montaña (Gebirgsknechten), o sea los mercenarios suizos. Ya a principios del siglo XVI el término acabó derivando en Lanzknecht debido a la asociación del término con la palabra Lanze (lanza), que era su principal arma.

## Historia
Maximiliano I de Habsburgo creó los primeros regimientos de lansquenetes. Pidió a Jorge de Frundsberg, también conocido como el Padre de los Lansquenetes, que le ayudara para organizarlos. Lucharían en casi todas las campañas militares del siglo XVI, a veces formando parte de ambos contendientes. 
El lansquenete, entrenado inicialmente por maestros suizos con las técnicas de los mercenarios suizos, acabó contribuyendo a su derrota, ya que las formaciones en la batalla dependían en exceso de los combates mano a mano, siendo demasiado vulnerables a la mayor potencia de fuego de la artillería y los arcabuces. 
El poder de la artillería francesa o de los arcabuceros españoles se reflejó en los grandes reveses sufridos por las formaciones suizas, ya que avanzaban a la vanguardia los lansquenetes que formaban un muro de picas con lo que acababan rematando a las agotadas columnas suizas una vez que había terminado el ataque de artillería.

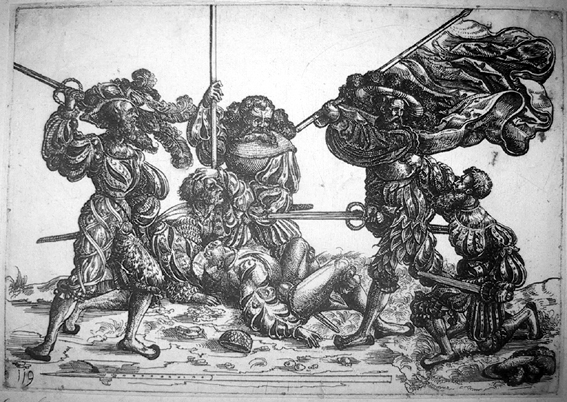
Abanderado lucha contra cinco lansquenetes, grabado de Daniel Hopfer.

Los lansquenetes, aunque de carácter más bien conservador en el uso de armas y siempre siendo en su mayoría piqueros, estaban más dispuestos a emplear armas de fuego que los suizos, ya que sus tácticas dependían menos de las cargas a la carrera y, como soldados imperiales, en las formaciones luchaban mezclados con españoles que usaban frecuentemente el arcabuz y, más tarde, el mosquete.
Típicamente, los lansquenetes eran de Suabia, Alsacia, Flandes, y Renania, aunque los últimos regimientos se formaban de hombres de cualquier parte de Europa.
Su comportamiento en el campo de batalla era variable. A veces, como en la batalla de Marignan, la batalla de Bicoca o la batalla de Pavía, se mostraban como el instrumento fundamental para la victoria. Sin embargo, en otras ocasiones (como en las Guerras Religiosas Francesas y Guerra de los Ochenta Años) su valentía y disciplina fue criticada, y las formaciones españolas del Ejército Imperial solían rechazar el uso de los lansquenetes en las batallas. Se dice[cita requerida] que el duque de Alba solo los contrataba para que no engrosaran las filas de sus enemigos, y que nunca tuvo la intención de luchar con ellos. Los hugonotes despreciaron a sus mercenarios después de que estos se llevaran la peor parte en la carga de los piqueros suizos en la batalla de Dreux.

## Organización

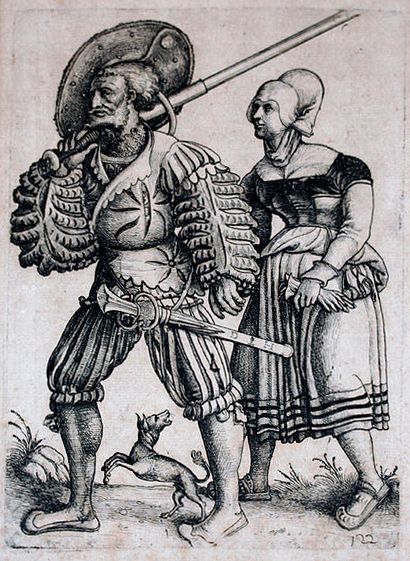
Lansquenete con su esposa. Grabado de Daniel Hopfer. La enorme Zweihänder descansa sobre su hombro, y la pequeña Katzbalger esta en su cadera. Son sus dos principales símbolos.

Normalmente el número de hombres de un regimiento variaba desde los 4000 hasta los 10 000, según las circunstancias, o incluso a veces de más hombres (la Banda Negra, que generalmente estaba considerado como un regimiento de lansquenetes, se componía de 17 000 hombres cuando fue contratada por los franceses en 1515). Esta flexibilidad es la que les permitía ser utilizados para diversas funciones según las condiciones de la batalla.
El Oberste (equivalente a un coronel) era el encargado de reclutar al regimiento para el emperador. Otros rangos incluían al Hauptmann (capitán) que dirigían las Fähnleins (Compañías). Luego cada Hauptmann nombraba a su teniente y alférez. Otros puestos incluían el comandante de la Corte Marcial y oficiales al cargo del abastecimiento y logística.
Los reclutas debían cumplir unas condiciones para ser aceptados: tener armas propias, un jubón y calzado. La condición de poseer equipo propio, junto al uso masivo de picas, son características rescatadas de la antigua tradición de los hoplitas griegos.
Las Fähnleins solían componerse de 400 hombres, de los cuales los 100 más experimentados y mejor equipados recibían el doble de paga que sus compañeros, por lo que eran denominados Doppelsöldner.
La Tross eran los acompañantes o «tren de equipaje» que viajaban junto a cada lansquenete, llevando sus artículos militares, la comida y las pertenencias de cada uno y su familia. La Tross estaba compuesto tanto por sirvientes y artesanos como por mujeres y niños.

## Armas
Los lansquenetes fueron entrenados en el uso de las famosas picas largas y en tácticas de formaciones de falanges de piqueros desarrolladas por los suizos. La mayoría de ellos usaban picas, pero otros destinados a proporcionar asistencia a los piqueros usaban otras armas. Por ejemplo, un lansquenete experimentado podía ser designado como Doppelsöldner, y en lugar de utilizar la misma pica que usaban los reclutas más recientes, empleaba una alabarda o partesana de más de dos metros de larga, o, más famosa aún, una Zweihänder, una espada de dos manos de dos metros (a veces también es llamada Beidhänder). Estas grandes espadas podían ser utilizadas para destrozar las puntas de las picas del enemigo, o más probablemente para golpearlas de lado y desorganizar las filas y conseguir romper la línea enemiga.

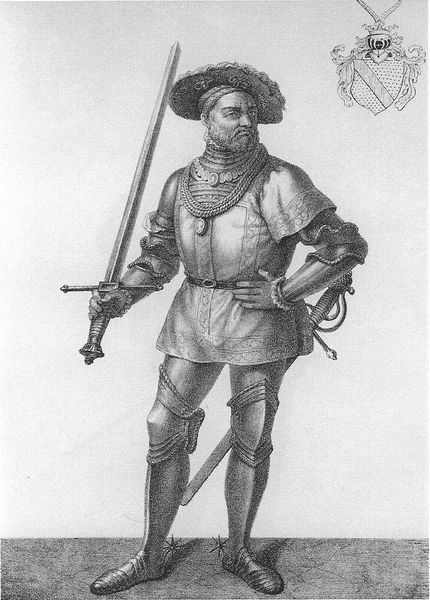
Ernesto Friedrich, margrave de Baden-Durlach.

Sin embargo, el valor táctico de los Doppelsöldner debe haber sido muy limitado, e incluso haberse reducido después de 1510 (aunque las pruebas gráficas de la utilización de estas espadas en primera línea de batalla sigue existiendo hasta bien entrado el siglo XVI) —sus adversarios suizos habían rechazado su uso incluso a principios del siglo XV—, ya que el arma era demasiado grande y su uso se limitaba a la lucha contra las picas.
Otros lansquenetes utilizaban la ballesta y el arcabuz, el precursor del mosquete. Al principio de ser formados los lansquenetes, los arcabuceros representaban una octava parte del total de soldados. Gradualmente su número fue ampliándose hasta representar la cuarta parte del regimiento.
El arma por excelencia del lansquenete era una espada corta con dos gavilanes en forma de lazo llamada Katzbalger, que se llevaba además del arma principal. De hecho, la Katzbalger era considerada como el auténtico símbolo de los lansquenetes. Los ilustradores suizos ponían mucho cuidado en este aspecto, e indicaban que un mercenario era un lansquenete pintando esta espada junto a su dueño.

## Ropaje
Sin embargo, lo que más caracterizaba a los lansquenetes eran sus ropas, en principio similares a las de suizos, y luego más tarde anárquicamente excesivas. El jubón era de tipo acuchillado con mangas abullonadas. La camisa era muy ancha y con aparente desgaste, formada por diferentes capas de tela de distintos colores. El calzón o batanga era ancho, largo y también acuchillado, a veces adornado con ligas de colores. Las calzas eran ligeras y se sujetaban al pie mediante una tira. En su entrepierna llevaban una prenda que simulaba un pene erecto: la coquilla; símbolo de constante virilidad (utilizado también como monedero). Los zapatos generalmente eran planos. Solían usar una gran boina plana como sombrero, adornada con altas plumas de colores. Su vestimenta les hacía inconfundibles debido a su excesivo colorido.